# Старик (річка)
Старик — річка стариця в Україні, у Конотопському та Коропському районах Сумської й Чернігівської областей. Ліва притока Десни (басейн Дніпра).

## Опис
Довжина річки 12 км., похил річки — 0,25 м/км. Площа басейну 21,2 км².

## Розташування
Бере початок біля Погорілівки. Спочатку тече на південний схід, а потім через Райгородок на північний захід і впадає у Десну, ліву притоку Дніпра.